# シュガー (漫画)
『SUGAR』（シュガー）は、新井英樹による漫画。ボクシングを主題とし主人公・石川凛がボクシングと出会い、プロボクサーとしての道を歩み始めるまでを描く。
タイトルは、プロボクサーシュガー・レイ・ロビンソンと、彼のボクシングスタイルを形容した“Sweet as SUGAR”から取ったもの。
『ヤングマガジンアッパーズ』（講談社）にて、2001年15号から2004年21号（最終号）まで連載された。その後、同じ主人公による続編『RIN』が、『週刊ヤングマガジン』および『別冊ヤングマガジン』（ともに講談社）にて連載された。

## あらすじ
板前になるため北海道の高校を中退して上京する直前の石川凛は、行方をくらませていた「火の玉」欣二の消息を知り、再会を果たす。そこで同居人のレイラにボクシングの才能を見出される。
上京した凛は、就職先の料亭「天海」の近所に「中尾ボクシングジム」を見つけ、中尾と出会う。いきなり現役プロボクサーの新藤を相手にスパーリングを挑むなど、トラブルを起こしながらも才能を見出され入門する。
「天海」では、初出勤の日から無断で欠勤したことで一度不採用を言い渡されるも、その後のアピールによって何とか採用され、仕事の休憩時間に同僚に隠してジムに通う生活を続けながらトレーニングを重ね、プロボクサーの道を突き進んでいく。

## 登場人物
石川凛（いしかわ りん）
この作品の主人公。北海道芦平生まれ。板前になるため高校を中退し上京するが、その道行きでボクシングに目覚め、やがてその圧倒的才能を開花させていく。
性格は至っていい加減なお調子者であり、デリカシーに乏しいため、時折人の気持ちを考えずに行動する所があるが、根が明るく善人であるため、地元では人気者であった。小学生の頃に当時中学生であった「火の玉」欣二と出会い、その生き様に惹き付けられ、以来欣二には大変な尊敬を寄せている。幼馴染である相馬千代に想いを寄せている。
中尾に出会った当初は彼を全く尊敬していなかったが、現役時代のビデオを観てすっかり魅せられ、「師匠」と仰ぐようになる。
プロテスト受験時の階級はスーパーバンタム級。
相馬千代（そうま ちよ）
芦平高校に通う女子高生。凛とは幼馴染の間柄。文学を好む、クールな美少女。ことあるごとに調子よく絡んでくる凛を冷たくあしらうことが多いが、なんだかんだで放って置けない。
石川菊乃（いしかわ きくの）
凛の母親。凛を女手ひとつで育て上げた。虚言癖があり、信条は「心を込めた嘘は真実に勝る」。器用で要領が良い。天海の板長とは叔父・姪の関係。市立芦平総合病院の婦長を務めている。
玉置欣二（たまき きんじ）
通称「火の玉欣二」。地元芦平で半ば伝説と化している男であり、凛にとっては父のような存在である。喧嘩を好む武侠のような男であり、「ヒグマの皮を被って暴力団事務所襲撃」「暴走族相手に大立ち回り」「高校生34人に1人で真っ向勝負」など数々のエピソードで知られる。
17歳の時、芦平を出奔し上京、以後地元では消息が分からなくなっていた。成長した凛に打ちのめされる。
佐伯剛史（さえき つよし）
玉置欣二の同棲相手で通称レイラ。ニューハーフだが、男時代にボクシング国体フェザー級2年連続優勝の戦歴を持つ。凛が欣二に会いに立ち寄った際に、ボクシングの面白さを伝える。
中尾重光（なかお しげみつ）
往時の天才ボクサー。元WBCジュニアウェルター級世界チャンピオン。戦績24戦24連勝。現役時代は他を寄せ付けぬ圧倒的ボクシングセンスから天才の名をほしいままにし、その華々しい活躍は関係者やボクシングファンの間では伝説と化している。無敗のまま引退した後、東京都新宿区でボクシングジムを構えている。
ボクサーとしての経歴や才能は輝かしい一方、一個人としては欠陥の多い人物である。デリカシーというものが皆無であり、場の空気を読まず、頭の中はほぼ卑猥なことで埋まっている。趣味は風俗通いと「エロスワード」（卑猥な単語だけで作られたクロスワード）。ジムを構えてはいるものの、自分より優れた才能はないと考えているため、選手の指導に関しては投げ遣りである（ライターの三好に「選手に指導してあげないんですか?」と聞かれて「教えてもできないだろ、俺は教えられなくてもできたけどね」と答えるなど）。
NHK-BS2「マンガノゲンバ」のインタビューで作者は、前述のコーチについての姿勢や、物凄くせっかちで電車に乗る時はいつも先頭車両に行く、食事の際は最後の人間が食べ終わると同時にすぐ店を出る、などのエピソードの一部は、元世界ジュニアライト級チャンピオン・沼田義明をモデルにしていると語っている。
桜井大輔（さくらい だいすけ）
中尾ジム所属のプロボクサー。秋田県能代出身。デビュー戦から3連勝3KOを飾る。ジム内外で新人王を有望視されるボクサーである。
凛と出会い、自分とは隔絶した才能を見せ付けられ、羨望の一方で思い悩む。
凛を放っておけず色々と世話を焼きながらも振り回される役柄で、同じ境遇の谷と意気投合する。
関根（せきね）
中尾ジムのトレーナー。中尾と凛の2人の天才の間に立ち、険悪になりがちな2人の仲を取り持つ苦労人。凛には髪型からか「ドングリ」と呼ばれている。本名で「関根さん」と呼ばれることは稀。
新藤清正 （しんどう きよまさ）
中尾ジム所属のプロボクサーで、初登場時、東洋太平洋上位ランカー。元暴走族。
凛に挑発され「指導」感覚でスパーリングの相手をするが、いきなりダウンを奪われるなど思わぬ苦戦を強いられる。
やる気の無い中尾よりも関根を慕っており、関根を小突いた凛に激昂する一面も見せる。
道上光雄 （みちがみ みつお）
中尾ジムの練習生、愛称ミッチー。暴言を吐く凛に掴みかかるも、返り討ちにあう。
凛と同日にプロデビューを果たす。
板長
「天海」で板長を務める。凛の母の叔父にあたる。
昔気質の頑固な正確で、指導も厳しい。いい加減でお調子者の凛を口では悪く言うものの、手先の器用さや飲み込みの早さ、集中力があるなど、板前としての素質を評価もしている。
店長
「天海」の店長。一見小柄で物腰の柔らかい老人だが、不採用を言い渡された凛に対し「うせろ青二才仕事をなめるんじゃねえ!」と啖呵を切るなど、厳しい面も持つ。凛にとっては採用を認めてもらうために最も厄介な相手であった。
採用後は、凛のまっすぐな心根を感じ、長い目で見守っている。
谷 （たに）
「天海」の従業員で、クビになった凛の話（気を引くための嘘であるが）に同情し、寮の自分の部屋にこっそり凛を居候させる。ネットオタクで、アイドルオタク。
お人よしで凛に色々と世話を焼きながらも振り回され、同じ境遇の桜井と意気投合する。
ネット上での一人称は「俺様」。インリンとソニンの大ファン。
根本雄之介 （ねもと ゆうのすけ）
凛のプロデビュー戦の相手。凛を4秒でKOして勝利した後に、「自分探しの為」ボクサーを辞めてインドへ旅立つ。
三好 （みよし）
ボクシングライター。凛が新藤とスパーリングを行った日に偶然中尾ジムに居合わせ、凛の才能に気づき、注目するようになる。凛に何かとアドバイスをする。非常な大食漢。
ヘアサロン「イソベ」の店主
中尾ジム、天海の近所にあるヘアサロンの店主。アフロ。ボクシングマニアで、凛に中尾のビデオを見せる。
曖昧な記憶のまま凛にフェルナンド・バルガス風カットを試み、結果ロナウドカットにしてしまう。